# Pęczniew

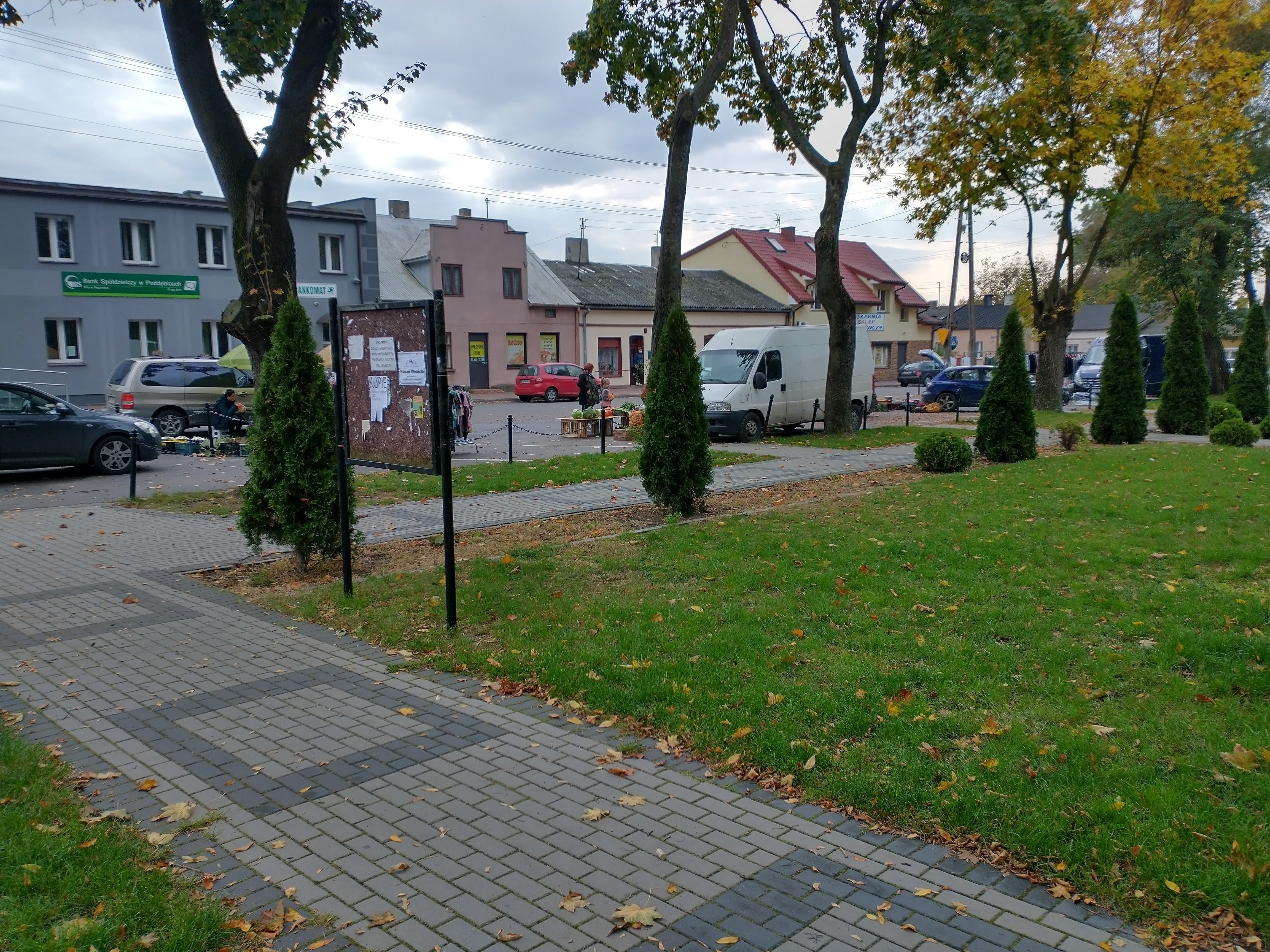
Fragment Rynku

Pęczniew – wieś w Polsce położona w województwie łódzkim, w powiecie poddębickim, w gminie Pęczniew. Położona nad rzeczką Pichną, prawym dopływem Warty, i nad brzegiem zbiornika Jeziorsko.
Do 1937 roku siedziba gminy Niemysłów. W latach 1975–1998 miejscowość administracyjnie należała do województwa sieradzkiego. 
W miejscowości istnieje straż pożarna która została założona w 1910 roku.
Miejscowość jest siedzibą gminy Pęczniew.

## Części wsi
| SIMC    | Nazwa        | Rodzaj    |
| ------- | ------------ | --------- |
| 1040310 | Łęg          | część wsi |
| 0710084 | Nowa Dąbrowa | część wsi |
| 0710090 | Pólko        | część wsi |

## Historia
Archeolodzy odkopali w Pęczniewie ciałopalne cmentarzysko kultury łużyckiej z wczesnej epoki żelaza, stwierdzono liczne ślady osadnictwa z okresu rzymskiego oraz dużą osadę gospodarczą z wczesnego średniowiecza. Zidentyfikowano tu także pozostałości średniowiecznego gródka rycerskiego, zniszczonego prawdopodobnie w okresie prywatnej wojny Nałęczów z Grzymalitami lub przez Krzyżaków w 1331 r. 
Pierwsza pisana wzmianka o wsi pochodzi z 1400 r. Wieś w XV w. wchodziła w skład włości Pęczniewskich h. Korab.

## Zabytki
W Pęczniewie stoi drewniany kościół św. Katarzyny z 1761 r. zbudowany przez Franciszkę i Tomasza z Głogowy Kossowskich, właścicieli wsi, rozbudowany w XIX w. Ołtarz późnogotycki z ok. 1640 r., boczne - barokowe. Warto zwrócić uwagę na obraz MB z Dzieciątkiem z rzeźbami św. Wojciecha, św. Stanisława i św. Katarzyny. Wiele elementów wyposażenia pochodzi z XVII w. W nawie tablica poświęcona pamięci 6 Pułku Strzelców Konnych im. Stanisława Żółkiewskiego o następującej treści: 
"Dla uczczenia pamięci towarzyszy broni 6 pułku Strzelców Konnych im. Hetmana Wielkiego Koronnego Stefana Żółkiewskiego poległych w kraju i za granicą w latach 1939 - 1945 w walce za Ojczyznę, w dwudziestą piątą rocznicę pierwszej bitwy. Tablicę tę ufundowali koledzy. Popów, dn. 2 IX 1964 r.".
Pułk ten w składzie Kresowej Brygady Kawalerii walczył o utrzymanie linii Warty w pierwszych dniach września 1939 r. 
Obok kościoła drewniana dzwonnica, na niej trzy dzwony z napisami i herbami, zdobione pięknym ornamentem. 
Na cmentarzu przykościelnym grób fundatorów, a na grzebalnym mogiła 7 żołnierzy 6 PSK z Żółkwi, poległych 5 września 1939 r. w Popowie.
Według rejestru zabytków Narodowego Instytutu Dziedzictwa na listę zabytków wpisane są obiekty:
- kościół parafialny pw. św. Katarzyny i park, drewn., 1761, nr rej.: 95 z 6.10.1967
- park kościelny, nr rej.: 303 z 8.02.1979

## Turystyka
Znajduje się tu przystań rybacka i jachtowa z urządzeniami do wyciągania sprzętu pływającego. Funkcjonuje też stacja pomp odwadniających tereny przylegające do zalewu.

## Gospodarka
W pobliżu wsi znajdują się stawy o łącznej powierzchni 172 ha lustra wody przystosowane do hodowli materiału zarybieniowego do Zbiornika Jeziorsko.
Na stacji benzynowej w Pęczniewie można zaopatrzyć się w paliwo płynne. Sprzedaż paliw stałych prowadzona jest przez GS „SCh” w Pęczniewie. Brak natomiast gazyfikacji przewodowej. Dystrybucją gazu propan-butan zajmują się punkty w każdej wsi.

## Urodzeni w Pęczniewie
- Kazimierz Rulka – duchowny rzymskokatolicki
- Alicja Panek-Piętkowska – profesor sztuk muzycznych